# فريدريش ماكسيميليان فون كلنجر
فريدريش ماكسيميليان فون كلنجر (بالألمانية: Friedrich Maximilian von Klinger) عاش في الفترة بين 1752-1831 هو شاعر وكاتب مسرحي ألماني. أطلق اسم مسرحيته «العاصفة والاندفاع» علي العصر الأدبي الذي عاش فيه.

## حياته
ولد كلنجر في مدينة فرانكفورت الواقعة علي نهر الماين. وكان الابن الثاني في العائلة. مات والده في سن الثامنة، فاضطرت أمه إلى العمل في محل بقالة وأحيانا كغسالة، حتى تطعم أولادها. ورغم أن كلنجر نشأ في عائلة فقيرة، إلا أنه استطاع من خلال تشجيع البروفيسور تسنك أن يلتحق بمدرسة ثانوية، وأن يبدأ دراسة الحقوق في جيسين عام 1774, وذلك بفضل المساعدات المالية التي تلقاها من عائلة جوته.
وبعد نجاحه ككاتب للمسرح قرر في عام 1776 أن ينرك الجامعة. فذهب إلى فايمار، وهناك كتب مسرحيته الشهيرة«العاصفة والاندفاع».
وقد مات كلنجر في 15 فبراير 1831, بعد ثمانية أيام على عيد ميلاده التاسع والسبعين.

## أدبه
يعد كلنجر من أهم الكتاب المسرحيين في عصر العاصفة والاندفاع. وقد أطلق اسم مسرحيته العاصفة والاندفاع على العصر. وقد ظهرت هذه المسرحية في عام 1776 تحت اسم «فوضى», والذي غيره كريستوف كاوفمان إلى الاسم التي اشتهرت به.
وفي أعماله يتبدى وضوح تأثره بأسلوب شكسبير المسرحي. وتتميز أعماله بنقد المجتمع، والإحساس المتدفق والشعور الجارف، والتي كانت هذه الصفات أيضا سمات للعصر بأكمله. وقد أنتج في أخرى ات حياته أعمالا روائية هامة مثل حياة فاوست Fausts Leben. وفي رواياته الفلسفية يبدو واضحا تأثره بأفكار جان جاك روسو الناقدة للمجتمع.

## أعماله
1. أوتو (رواية فرسان 1775)
2. المرأة التي تعاني (مسرحية تراجيدية 1775)
3. التوأم (مسرحية تراجيدية 1776)
4. العاصفة والاندفاع (مسرحية 1776)
5. أورفيوس (رواية 1780)
6. حياة فاوست (رواية 1791)

## روابط خارجية
- فريدريش ماكسيميليان فون كلنجر على موقع الموسوعة البريطانية (الإنجليزية)
- فريدريش ماكسيميليان فون كلنجر على موقع إن إن دي بي (الإنجليزية)